# ガルラーテ
ガルラーテ（伊: Garlate）は、イタリア共和国ロンバルディア州レッコ県にある、人口約2,700人の基礎自治体（コムーネ）。

## 地理

### 位置・広がり
レッコ県のコムーネ。県都レッコから南へ6km、州都ミラノから北北東へ41kmの距離にある。ガルラーテ湖に面したコムーネである。

#### 隣接コムーネ
隣接するコムーネは以下の通り。
- ガルビアーテ
- レッコ
- オルジナーテ
- ペスカーテ
- ヴェルクラーゴ

### 地勢・地形
- 湖沼：ガルラーテ湖

### 気候分類・地震分類
気候分類では、zona E, 2361 GGに分類される。
また、イタリアの地震リスク階級 (it) では、zona 3 (sismicità bassa) に分類される。